# Pernice

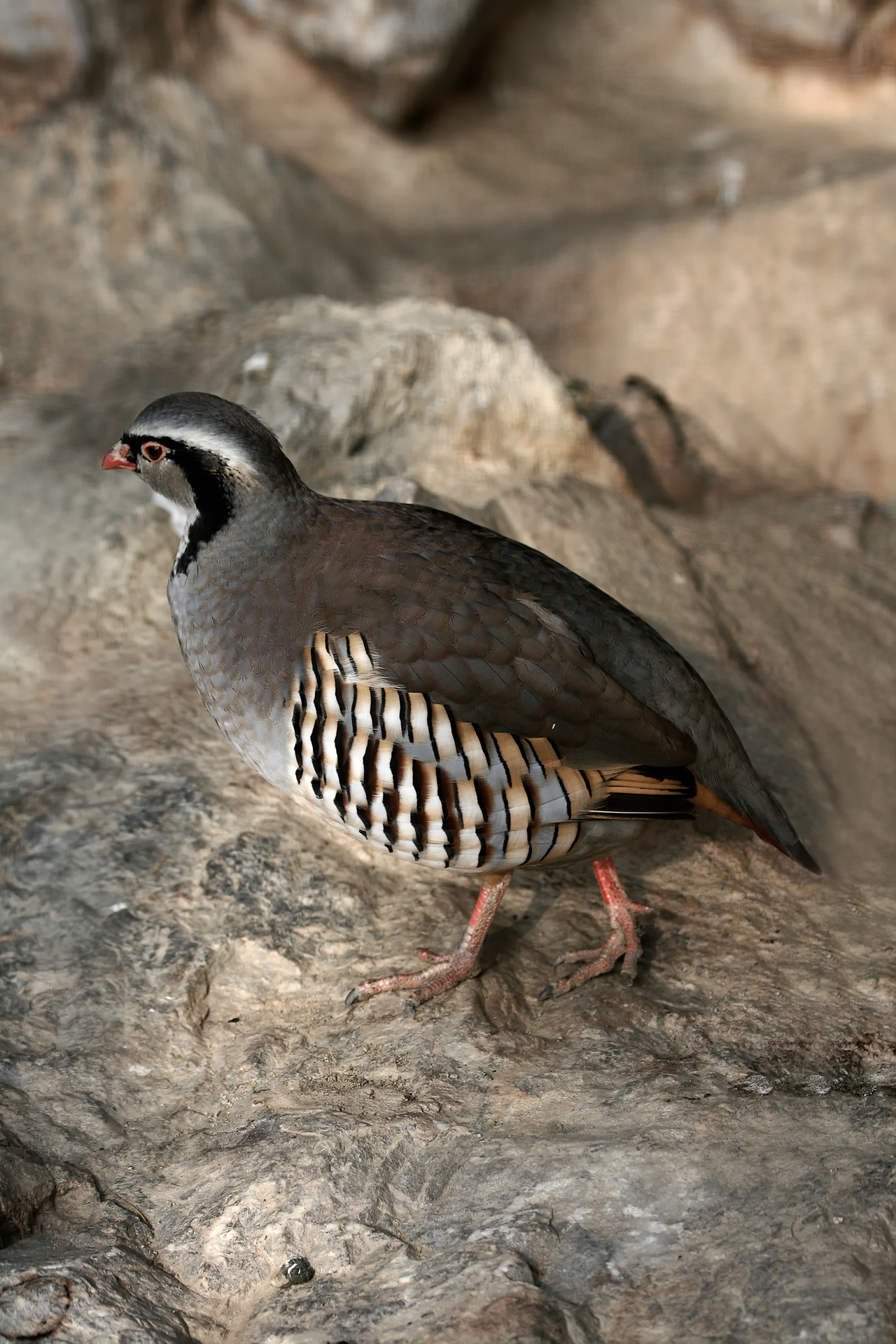
Coturnice (Alectoris graeca)

Pernice è il termine comunemente usato per descrivere alcune specie di uccelli galliformi della famiglia Phasianidae, appartenenti alle sottofamiglie Perdicinae e Tetraoninae.
Le specie designate con tale termine presentano caratteristiche comuni che le distinguono dagli altri membri dell'ordine, quali le dimensioni relativamente piccole (mediamente simili a quelle di un piccione), il dimorfismo sessuale scarso o nullo e l'assenza di formazioni quali penne ornamentali e bargigli. Tuttavia, le specie note appartengono a due sottofamiglie distinte e pertanto il termine "pernice" non si può considerare come indicativo di un taxon distinto.
Il termine, nella locuzione "pernici del deserto" (traduzione dall'inglese sandgrouses), è talvolta utilizzato, seppure impropriamente, per indicare le specie appartenenti all'ordine Pterocliformes, in realtà sistematicamente molto lontani dai Galliformi e più vicini ai Caradriformi.

## Pernici della sottofamiglia Perdicinae
Queste pernici hanno in comune i tarsi non piumati, la predilezione per terreni asciutti e a volte quasi aridi, la dieta granivora e lo scarsissimo dimorfismo sessuale.
- Genere Alectoris
  - Alectoris barbara - Pernice sarda
  - Alectoris chukar - Chukar
  - Alectoris graeca - Coturnice
  - Alectoris magna - Pernice di Przevalski
  - Alectoris melanocephala - Pernice araba
  - Alectoris philbyi - Pernice di Philby
  - Alectoris rufa - Pernice rossa
- Genere Ammoperdix
  - Ammoperdix griseogularis - Pernice del deserto
  - Ammoperdix heyi - Pernice delle sabbie
- Genere Arborophila
  - Arborophila ardens - Pernice delle alture di Hainan
  - Arborophila atrogularis - Pernice delle alture dalle guance bianche
  - Arborophila brunneopectus - Pernice delle alture dal petto bruno
  - Arborophila cambodiana - Pernice delle alture dalla testa castana
  - Arborophila charltonii - Pernice delle alture dal collare castano
  - Arborophila chloropus - Pernice delle alture dalle zampe verdi
    - Arborophila chloropus merlini - Pernice delle alture dell'Annam

  - Arborophila crudigularis - Pernice delle alture di Taiwan
  - Arborophila davidi - Pernice delle alture dal collo arancione
  - Arborophila gingica - Pernice delle alture dal collare
  - Arborophila hyperythra - Pernice delle alture del Borneo
  - Arborophila javanica - Pernice delle alture dal ventre castano
  - Arborophila mandellii - Pernice delle alture dal petto castano
  - Arborophila orientalis - Pernice delle alture dal petto grigio
  - Arborophila rubrirostris - Pernice delle alture dal becco rosso
  - Arborophila rufipectus - Pernice delle alture del Sichuan
  - Arborophila rufogularis - Pernice delle alture dalla gola rossa
  - Arborophila torqueola - Pernice delle alture comune
- Genere Bambusicola
  - Bambusicola fytchii - Pernice dei bambù montana
  - Bambusicola thoracica - Pernice dei bambù cinese
- Genere Caloperdix
  - Caloperdix oculeus - Pernice di bosco ferruginea
- Genere Haematortyx
  - Haematortyx sanguiniceps - Pernice dalla testa cremisi
- Genere Lerwa
  - Lerwa lerwa - Pernice delle nevi
- Genere Margaroperdix
  - Margaroperdix madagarensis - Pernice del Madagascar
- Genere Melanoperdix
  - Melanoperdix niger - Pernice di bosco nera
- Genere Perdix
  - Perdix dauurica - Pernice daurica
  - Perdix hodgsoniae - Pernice tibetana
  - Perdix perdix - Pernice grigia o Starna
- Genere Ptilopachus
  - Ptilopachus petrosus - Pernice di roccia
- Genere Rhizothera
  - Rhizothera longirostris - Pernice dal becco lungo
- Genere Rollulus
  - Rollulus roulroul - Pernice di bosco crestata
- Genere Tetraophasis
  - Tetraophasis obscurus - Pernice di Verreaux
  - Tetraophasis szechenyii - Pernice di Szecheny
- Genere Xenoperdix
  - Xenoperdix obscuratus - Pernice di foresta dei monti Rubeho
  - Xenoperdix udzungwensis - Pernice di foresta dei monti Udzungwa

## Pernici della sottofamiglia Tetraoninae
Queste pernici hanno invece i tarsi completamente piumati, la predilezione per ambienti freddi di quote elevate o alte latitudini, la dieta basata su aghi di pino e insetti e un dimorfismo sessuale leggermente più evidente. La sottofamiglia Tetraoninae comprende tuttavia anche altre specie, non "classificate" come pernici, di dimensioni e caratteristiche molto diverse.
- Genere Lagopus
  - Lagopus lagopus - Pernice bianca nordica
  - Lagopus muta - Pernice bianca comune
  - Lagopus leucura - Pernice dalla coda bianca

## Mito
Pallade trasformò Calo in pernice quando Dedalo, invidioso della bravura del nipote, lo gettò dall'alto di una rocca. Una garrula pernice assistette alla tumulazione di Icaro da parte di Dedalo.